# Restaurant Substans
Restaurant Substans er en dansk restaurant, der ligger på Marianne Thomsens Gade 2f 11.1 i Aarhus. Substans åbnede i december 2005. Den blev fra 2015 til 2019 tildelt én stjerne i Michelinguiden; siden hen er den igen blevet tildelt én stjerne i guiden.

## Historie
Kæresteparret Louise Mammen og René Tang Jensen (nu Mammen) åbnede 1. december 2005 Substans i Aarhus, hvor der før havde været en vietnamesisk restaurant. Dette skete efter at de et stykke tid havde kigget på egnede lokaler, mens de begge arbejdede på den tostjernede Restaurant Ensemble i København. Lokalerne i Aarhus blev indrettet med hjælp fra venner og familie, og ved åbningen var der plads til 44 spisende gæster. 1. maj 2006, fem måneder efter åbningen, blev den første kokkeelev ansat.
I februar 2015 modtog Substans for første gang én stjerne i Michelinguiden, og denne blev fornyet i både 2016, 2017, 2018 og 2019. Efter at Substans lukkede ned i april 2019, for at flytte til de lokaler, mistede de deres stjerne ved uddelingen i 2020. Efter den forsinkede michelin uddeling i 2021, fik Substans igen en stjerne tilbage.